# Jože Gale (režiser)
Jože Gale [jóže galè], slovenski režiser, igralec, scenarist, publicist in pedagog, * 11. maj 1913, Grosuplje, † 24. september 2004.
Gale je najbolj znan kot režiser trilogije o Kekcu (Kekec, Srečno, Kekec, Kekčeve ukane).
Jože Gale je leta 1939 režiral v Šentjkobsko gledališče Ljubljana komedijo Peč (Zvita Marfa) avtorja Emila Vachleka. Premiera je bila 28. januarja 1939. V njej je nastopila tudi Metka Bučar. 

## Režirani filmi
- Kekec (1951)
- Vrnil se bom (1957)
- Tuja zemlja (1957)
- Družinski dnevnik (1961)
- Srečno, Kekec (1963)
- Kekčeve ukane (1968)
- Onkraj (1970)
- Pustota (1982)
- Ljubezen nam je vsem v pogubo (1987)